# Ruta de Illinois 132
La Ruta de Illinois 132, y abreviada IL 132 (en inglés: Illinois Route 132) es una carretera estatal estadounidense ubicada en el estado de Illinois. La carretera inicia en el sur desde la IL 59     en Lake Villa hacia el norte en la IL 131     en Waukegan. La carretera tiene una longitud de 21,8 km (13.57 mi).

## Mantenimiento
Al igual que las autopistas interestatales, y las rutas federales y el resto de carreteras estatales, la Ruta de Illinois 132 es administrada y mantenida por el Departamento de Transporte de Illinois por sus siglas en inglés IDOT.